# Aqualtune
Aqualtune fue una princesa africana del siglo XVII, esclavizada en Brasil y líder quilombola al frente de uno de los 11 mocambos del Quilombo dos Palmares, que resistió al régimen colonial durante unos 130 años. Aqualtune lideró, en 1665, una fuerza de diez mil hombres en la Batalla de Ambuíla (ciudad ubicada en la actual Angola), entre el Reino del Congo y Portugal, y fue capturada con la derrota congoleña. Con sus conocimientos políticos, organizativos y de estrategia bélica, contribuyó decisivamente a la consolidación del Estado Negro, la República de Palmares.
Fue, según la tradición, madre de Ganga Zumba y abuela materna de Zumbi dos Palmares.

## Biografía
Aqualtune era la hija de un manicongo no identificado. Se sabe que el rey del país en esa época era Antonio I del Congo, cuyo nombre original era Nvita a Nkanga, y miembro de la dinastía Nlanza (o Casa de Kinlaza). No se conoce el grado de parentesco que supuestamente tenía Aqualtune con este rey, pero se especula que podrían haber sido hermanos, ya que Nvita reinó en un corto período de 4 años y murió en la Batalla de Ambuíla. Se cree, por tanto, que el padre de Aqualtune fue el rey García II del Congo, cuyo nombre original era Nkanga a Lukeni a Nzenze a Ntumba, que gobernó el Congo entre 1641 y 1661.
Sobre su infancia no hay información certera, solo se sabe su presencia en la guerra y su envío a un barco de esclavos al fuerte de Elmina en Ghana antes de ser vendida en Recife, Brasil, como esclava reproductora.
Fue madre de Ganga Zumba y Ganga Zona, quienes se convirtieron en jefes de dos de los mocambos más importantes de Palmares. Más tarde dio a luz a Sabina, quien sería la madre de Zumbi dos Palmares, el gran líder de los Palmares.

### Batalla de Ambuíla
Fue esclavizada después de ser derrotada en la batalla de Ambuíla, alrededor de 1665. El enfrentamiento se libró entre congoleños y portugueses, seguido de un período de guerras internas vinculadas a la sucesión real. La tribu de Aqualtune perdió la batalla, y la cabeza de su padre fue cortada y exhibida en una iglesia, mientras ella fue arrestada con sus compañeros y vendida como esclava.
En Ambuíla, congoleños y portugueses se enfrentaron en relativa igualdad numérica. El ejército congoleño estaba formado por campesinos reclutados, mientras que los extranjeros estaban formados por guerreros imbangala, un pueblo creado en la tradición guerrera. El motivo del conflicto fue la disputa por la sucesión de Ambuíla, una importante región de Ndembo que le interesaba controlar a los iberos a causa del oro y la plata. En la batalla murieron miles de congoleños, muchos de ellos pertenecientes a la nobleza del lugar y al rey Antonio I le cortaron la cabeza y lo enterraron en Luanda. Mientras que su corona y su cetro fueron sometidos a Lisboa, como una forma de recordar la victoria.

### Quilombo dos Palmares
Fue en este contexto en el que probablemente Aqualtune fue vendida y esclavizada, pasando de ser una princesa a una esclava en Recife, Brasil. Sobre su infancia no hay información certera, solo se sabe su presencia en la guerra y su envío a un barco de esclavos al fuerte de Elmina en Ghana antes de ser vendida en Recife, Brasil, como esclava reproductora. Al llegar a Brasil, Aqualtune fue supuestamente "bautizada" por un obispo católico y marcada con un hierro al rojo vivo con una flor en su pecho izquierdo como prueba de ello.
Se dice que cuando Aqualtune desembarcó en Recife, intentó correr hacia el mar, en un intento desesperado por volver a su tierra natal. Luego fue llevada a una finca en Porto Calvo, en el sur de la Capitanía de Pernambuco (actual estado de Alagoas), donde fue violada para dar lugar a nuevos cautivos según el interés de sus dueños. La granja en la que había permanecido se especializaba en ganado y los amos de los logos se dieron cuenta de su proximidad a otros esclavos, por lo que la dejaron en manos de los peores hombres del lugar.
Sin embargo, esto no fue suficiente para intimidarla y acabar con sus fuerzas. Al enterarse de la resistencia negra en el país, formada por quilombos, Aqualtune se sintió atraída por el movimiento y se unió a otros negros, rebelándose y convirtiéndose en la líder. Se dice que fundó el Quilombo dos Palmares.
Se escapó de la finca donde la esclavizaban y fue a luchar por su libertad y la de los demás.

### Fallecimiento
El final de su vida y la fecha de su muerte son inciertas, pero los informes indican que se produjo después de años de fuerte resistencia a la lucha local. Se cree que murió en un incendio durante una emboscada en São Paulo para destruir el Quilombo dos Palmares. Aunque otras versiones afirman que pasó sus últimos días en paz descansando en otra comunidad.
También hay quienes dicen que varias expediciones enviadas por los portugueses habrían incendiado el pueblo donde vivía con otros ancianos. Otros afirman que logró escapar o que habría muerto de forma natural debido a su edad.
A pesar de ser poco recordada por los libros y las escuelas brasileñas, Aqualtune fue una figura influyente en la historia de la población negra durante el período colonial. Simbolizó el liderazgo y la lucha dentro del sistema esclavista y lo transmitió a través de sus herederos y su mando en el quilombo.
Existe una leyenda en África que dice que los dioses habrían hecho de la guerrera Aqualtune un ser inmortal. Se habría transformado en un espíritu ancestral, que condujo a sus guerreros hasta la caída definitiva del Quilombo de Palmares, en 1694. Dicen que aún hoy es recordada en Pernambuco y es cantada como la princesa en la música de Zumbi por Jorge Ben Jor.